# Legend (progressieve-rockband)
Legend is een Britse rockband.
De band is in 1988 opgericht in Runcorn door onder meer Steve Paine en kwam in 1991 met hun debuutalbum. De muziek wordt ingedeeld als zijnde pagan rock, een wereldse tegenhanger van relirock en new agemuziek. Het genre is verwant aan het neopaganisme. De band was op weg om een vaste speler te worden in die markt, maar halverwege de jaren 90 viel de band stil. Belangrijkste oorzaak, faillissement van een platenlabel en algehele malaise in de muziekwereld. In 2009 verscheen een verzamelalbum en een livealbum met muziek, die al eerder op video was verschenen. Ook werd gestart met de opnamen van een nieuw album, maar dat verscheen pas medio 2011.

## Leden (2011)
- Kerry Parker – zang
- Steve Paine – toetsinstrumenten
- Dave Foster – gitaar
- Dan Nelson – basgitaar
- John Macklin – slagwerk en percussie

## Discografie
- 1991: Light in extension
- 1993: Second sight
- 1996: Triple aspect
- 2009: Ritual echo (verzamelalbum)
- 2009: Playing with fire (livealbum met opnamen uit 1992)
- 2011: Cardinal points
- 2013: Spirit